# Le Livre des bêtes qu'on appelle sauvages
Le Livre des bêtes qu'on appelle sauvages est un roman d'André Demaison publié 30 avril 1929 aux éditions Grasset et ayant reçu la même année le Grand prix du roman de l'Académie française.

## Historique
Le récit de Ouara la lionne provoqua une grande émotion chez les lecteurs avec la description de l'agonie et la mort de l'animal dans une cage trop étroite de la Ménagerie du Jardin des plantes. L'effet fut si important que cela contribua en 1932, au financement du nouveau Zoo de Vincennes qui fut conçu comme un environnement plus moderne et surtout beaucoup plus spacieux et plus naturel pour les animaux dits sauvages.[réf. nécessaire]

## Résumé
Cet ouvrage comporte quatre chapitres, chacun décrivant une histoire vécue en terre africaine par l'auteur :
1. Ouara, la lionne
2. Kho-kho, le marabout
3. Poupah, l'éléphant
4. Tan, l'antilope

## Éditions
- Le Livre des bêtes qu'on appelle sauvages, éditions Grasset, 1929.
- (en) Beasts Called Wild, Farrar and Rinehart, New York, 1930.
- Le Livre des bêtes qu'on appelle sauvages, édition bibliophilique enrichie de 44 gravures sur bois et sur pierre par Paul Jouve et de 77 lithographies par Gaston Prost, 50 exemplaires numérotés, Les Frères Gonin, Lausanne, 1934.